# Justin Va'a
Pour les articles homonymes, voir Va'a (homonymie).
Pas d'image ? Cliquez ici

a Compétitions nationales et continentales officielles uniquement.

b Matchs officiels uniquement.
Dernière mise à jour le 26 août 2018.
Justin Va'a, né le 26 juillet 1978 à Lower Hutt (Nouvelle-Zélande), est un joueur de rugby à XV international samoan, évoluant au poste de pilier (1,83 m pour 135 kg).

## Carrière

### En club
En 2006, il dispute la coupe d'Europe avec les Wasps.

### En équipe nationale
Il a eu sa première cape internationale le 11 juin 2005, à l’occasion d’un match contre l'équipe d'Australie.

## Palmarès
- 18 sélections avec les Samoa
- 1 essai (5 points)
- Sélections par année : 7 en 2005, 2 en 2006, 4 en 2007 et 5 en 2009.

- 5 sélections avec les Pacific Islanders
- 1 essai (5 points)
- Sélections par année : 3 en 2006 et 2 en 2008.